# Naivism

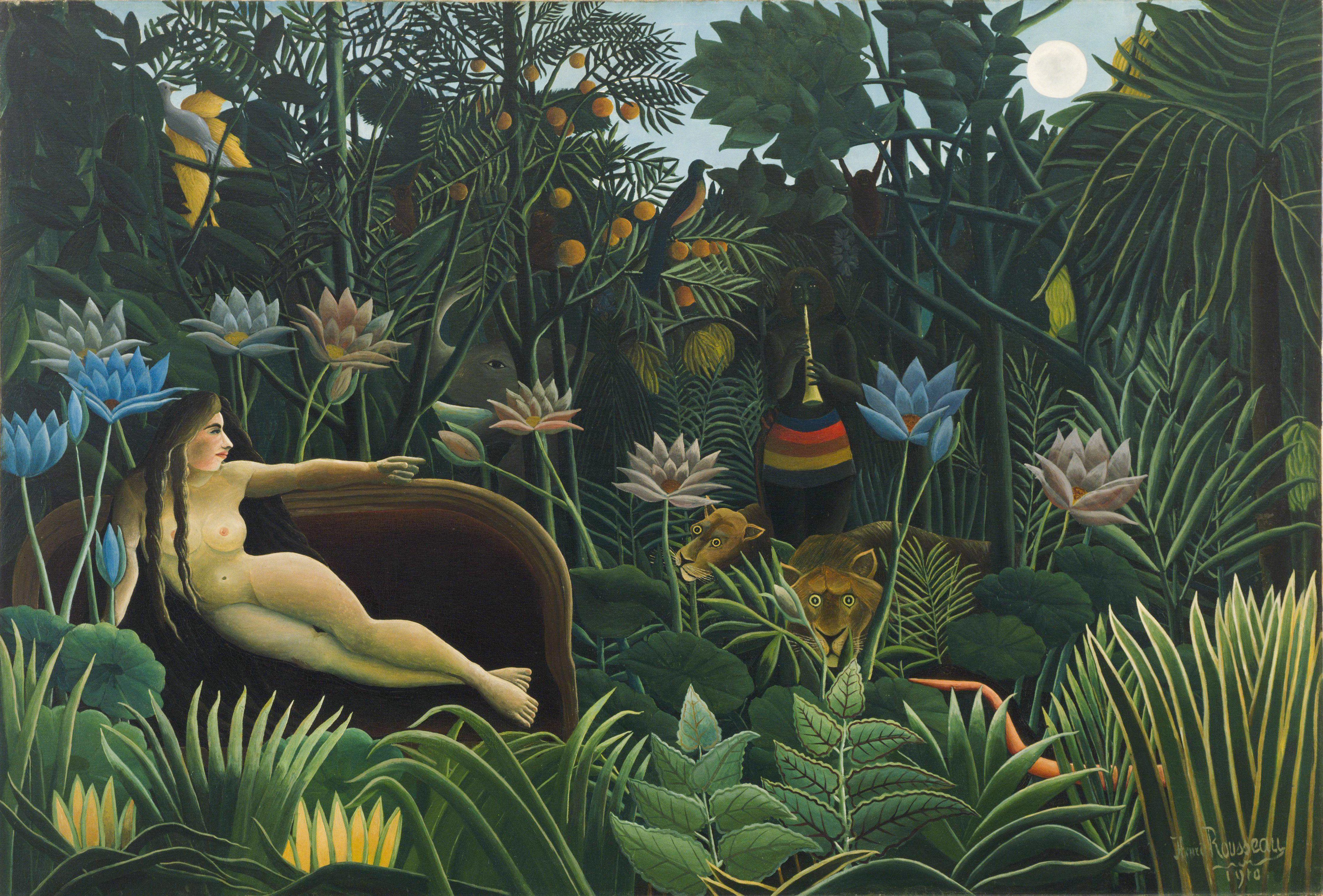
Drömmen, målning av naivisten Henri Rousseau.

Naivism är en riktning inom den moderna konsten som anknyter till barnens och folkkonstens naiva konstskapande. Naivismen bygger på att den utbildade konstnären vill återfå förmågan att betrakta världen genom barnets eller den oskolades ögon. Bildskapandet är ofta föreställande och berättande. Naivismen ska inte sammankopplas med naiv konst, där det senare ligger närmre företeelsen särlingskonst.
Naivistiska tendenser inom konsten har förekommit under flera perioder i konsthistorien. Den egentliga födelsen av stilen kom dock runt sekelskiftet 1900 med Paul Gauguin, som främst influerades av en exotisk primitivism. Samtidigt förekom även antiakademisk strömning som upphöjde folkkonstens ursprunglighet som stilideal, och lyfte fram autodidakter som Henri Rousseau.
Omkring 1910 bildades en naivistisk skola som kom att influera flera av modernismens konstnärer som Marc Chagall, Paul Klee, senare verk av Pablo Picasso och Sven Erixson. I Sverige blev under 1910-talet Nils von Dardel, Gideon Börje och Hilding Linnqvist de främsta företrädarna.

## Konstnärer (urval)
- Eric Hallström
- Sven Hempel
- Hilding Linnqvist
- Antonio Ligabue
- Axel Nilsson
- Olle Olsson Hagalund
- Arvid Widerberg
- Alma Öhrström